# Đội tuyển bóng đá U-17 nữ quốc gia Đức
Đội tuyển bóng đá U-17 nữ quốc gia Đức là một đội tuyển bóng đá nữ trẻ đại diện cho Đức tại các giải đấu cấp độ U-17. Đội do Hiệp hội bóng đá Đức điều hành. Đội được thành lập vào năm 1992 với tư cách là một đội U-16. Kể từ hè 2001, giới hạn tuổi là 17.

## Thành tích tại các giải đấu lớn

### World Cup U-17
| Năm  | Kết quả   | Trận | Thắng | Hòa* | Thua | BT | BB |
| ---- | --------- | ---- | ----- | ---- | ---- | -- | -- |
| 2008 | Hạng ba   | 6    | 4     | 1    | 1    | 16 | 6  |
| 2010 | Tứ kết    | 4    | 3     | 0    | 1    | 22 | 2  |
| 2012 | Hạng tư   | 6    | 3     | 1    | 2    | 11 | 8  |
| 2014 | Vòng bảng | 3    | 0     | 1    | 2    | 5  | 7  |
| 2016 | Tứ kết    | 4    | 2     | 1    | 1    | 6  | 4  |
| 2018 | Tứ kết    | 4    | 2     | 0    | 2    | 8  | 3  |
| Tổng | 6/6       | 27   | 14    | 4    | 9    | 68 | 30 |

### Giải vô địch U-17 châu Âu
| Năm  | Kết quả             | Trận                | Thắng               | Hòa*                | Thua                | BT                  | BB                  |
| ---- | ------------------- | ------------------- | ------------------- | ------------------- | ------------------- | ------------------- | ------------------- |
| 2008 | Vô địch             | 2                   | 2                   | 0                   | 0                   | 4                   | 0                   |
| 2009 | Vô địch             | 2                   | 2                   | 0                   | 0                   | 11                  | 1                   |
| 2010 | Hạng ba             | 2                   | 1                   | 0                   | 1                   | 3                   | 1                   |
| 2011 | Hạng ba             | 2                   | 1                   | 1                   | 0                   | 10                  | 4                   |
| 2012 | Vô địch             | 2                   | 1                   | 1                   | 0                   | 3                   | 1                   |
| 2013 | Không qua vòng loại | Không qua vòng loại | Không qua vòng loại | Không qua vòng loại | Không qua vòng loại | Không qua vòng loại | Không qua vòng loại |
| 2014 | Vô địch             | 5                   | 3                   | 1                   | 1                   | 10                  | 7                   |
| 2015 | Bán kết             | 4                   | 2                   | 0                   | 2                   | 10                  | 5                   |
| 2016 | Vô địch             | 5                   | 2                   | 3                   | 0                   | 10                  | 5                   |
| 2017 | Vô địch             | 5                   | 3                   | 2                   | 0                   | 12                  | 4                   |
| 2018 | Chung kết           | 5                   | 3                   | 1                   | 1                   | 20                  | 5                   |
| 2019 | Vô địch             | 5                   | 3                   | 1                   | 1                   | 12                  | 5                   |
| Tổng | 11/12               | 39                  | 23                  | 10                  | 6                   | 105                 | 38                  |

## Cầu thủ
Đội hình dự Giải vô địch bóng đá nữ U-17 thế giới 2016 ở Jordan.
Bàn thắng và số trận tính đến 12 tháng 10 năm 2016.
Huấn luyện viên: Anouschka Bernhard

| Số | VT | Cầu thủ           | Ngày sinh (tuổi)  | Trận | Bàn | Câu lạc bộ           |
| -- | -- | ----------------- | ----------------- | ---- | --- | -------------------- |
| 1  | TM | Leonie Doege      | 20 tháng 2, 1999  | 12   | 0   | Bayer 04 Leverkusen  |
| 14 | HV | Anna Hausdorff    | 26 tháng 4, 2000  | 2    | 0   | FC Eintracht Bamberg |
| 4  | HV | Sophia Kleinherne | 12 tháng 4, 2000  | 14   | 0   | FSV Gütersloh 2009   |
| 7  | TV | Giulia Gwinn      | 2 tháng 7, 1999   | 27   | 9   | SC Freiburg          |
| 8  | TV | Kristin Kögel     | 21 tháng 9, 1999  | 13   | 0   | VfL Sindelfingen     |
| 15 | TV | Sydney Lohmann    | 19 tháng 6, 2000  | 9    | 0   | FC Bayern München    |
| 18 | TĐ | Klara Bühl        | 7 tháng 12, 2000  | 9    | 4   | SC Freiburg          |
| 10 | TV | Janina Minge      | 11 tháng 6, 1999  | 26   | 10  | SC Freiburg          |
| 6  | TV | Vanessa Ziegler   | 16 tháng 1, 1999  | 11   | 4   | SC Freiburg          |
| 21 | TM | Lisa Klostermann  | 28 tháng 5, 1999  | 0    | 0   | FSV Gevelsberg       |
| 16 | TĐ | Annalena Rieke    | 10 tháng 1, 1999  | 10   | 1   | FF USV Jena          |
| 2  | HV | Sarai Linder      | 26 tháng 10, 1999 | 14   | 1   | 1899 Hoffenheim      |
| 11 | TV | Marie Müller      | 25 tháng 7, 2000  | 11   | 3   | SC Freiburg          |
| 19 | TV | Lena Oberdorf     | 19 tháng 12, 2001 | 3    | 2   | TSG Sprockhövel      |
| 9  | TĐ | Gina Chmielinski  | 7 tháng 6, 2000   | 6    | 2   | Turbine Potsdam      |
| 17 | TĐ | Verena Wieder     | 26 tháng 6, 2000  | 8    | 0   | FC Bayern München    |
| 12 | TM | Janina Leitzig    | 16 tháng 4, 1999  | 2    | 0   | 1899 Hoffenheim      |
| 5  | HV | Tanja Pawollek    | 18 tháng 1, 1999  | 20   | 3   | 1. FFC Frankfurt     |
| 20 | TV | Lisa Schöppl      | 11 tháng 1, 2000  | 9    | 0   | VfL Wolfsburg        |
| 3  | HV | Caroline Siems    | 9 tháng 5, 1999   | 13   | 0   | Turbine Potsdam      |
| 13 | HV | Meret Wittje      | 10 tháng 7, 1999  | 3    | 0   | VfL Wolfsburg        |